# Zlatý potok (přítok Šlapanky)
Zlatý potok je levostranný a celkově největší přítok říčky Šlapanky v okresech Jihlava a Havlíčkův Brod v Kraji Vysočina. Délka jeho toku činí 20,3 km. Plocha povodí měří 98,4 km².

## Průběh toku
Potok pramení jihovýchodně od obce Smrčná, na jihozápadním úbočí vrchu Vysoký kámen (661 m), v nadmořské výšce okolo 605 m. Nejprve teče jižním směrem. U osady Zborná, jež je místní částí Jihlavy se potok postupně obrací na severovýchod. Protéká Pávovem, kde napájí velký Pávovský rybník. Níže po proudu podtéká dálnici D1. Odtud až k jeho ústí je vedena jeho údolím železniční trať č. 225 spojující Jihlavu s Havlíčkovým Brodem. Hned za dálnicí potok protéká obcí Střítež, kde vzdouvá jeho vody Zámecký rybník a níže po proudu Mlynářský rybník. Zhruba dva kilometry severovýchodně odtud protéká potok Dobronínem, kde jej výrazně posilují zprava Ždírecký potok a zleva přitékající jeho největší přítok Mlýnský potok. Dále potok meandruje k obci Kamenná. Severovýchodně odtud mezi Věžnicí a Šlapanovem se Zlatý potok vlévá zleva do říčky Šlapanky na jejím 15,1 říčním kilometru. Pod jeho ústím se nachází středověký kamenný most nazývaný Za Lutriánem.

### Větší přítoky
- Heroltický potok, zprava, ř. km 14,0[3]
- Měšínský potok, zprava, ř. km 11,9[3]
- Pstružný potok, zleva, ř. km 11,0[4]
- Ždírecký potok, zprava, ř. km 9,1[4]
- Mlýnský potok, zleva, ř. km 8,8[4]

## Vodní režim
Průměrný průtok u ústí činí 0,67 m³/s.
M-denní průtoky nad ústím Mlýnského potoka:
| M [dní]  | Q30  | Q60  | Q90  | Q120 | Q150 | Q180 | Q210 | Q240 | Q270 | Q300 | Q330 | Q355 | Q364 |
| -------- | ---- | ---- | ---- | ---- | ---- | ---- | ---- | ---- | ---- | ---- | ---- | ---- | ---- |
| Q [m³/s] | 0,81 | 0,52 | 0,39 | 0,30 | 0,24 | 0,20 | 0,16 | 0,13 | 0,11 | 0,09 | 0,06 | 0,04 | 0,03 |